# ایزوتوپ‌های مسکوویم
عنصر مسکوویم عنصری مصنوعی است که به طور طبیعی فاقد ایزوتوپ پایدار است و در نتیجه جرم اتمی استاندارد برای آن تعریف نمی‌شود. از این عنصر تاکنون چهار ایزوتوپ شناسایی شده است (از ۲۸۷Mc تا ۲۹۰Mc) که نخستین ایزوتوپ شناسایی شده ۲۸۸Mc است که در سال ۲۰۰۴ ردیابی شد.

## جدول ایزوتوپ ها
| نماد  | Z(p) | N(n) | جرم ایزوتوپ (u) | نیمه عمر               | حالت واپاشی | ایزوتوپ دختر | اسپین هسته‌ای |
| ----- | ---- | ---- | --------------- | ---------------------- | ----------- | ------------ | ------------ |
| ۲۸۷Mc | ۱۱۵  | ۱۷۲  | ۲۸۷٫۱۹۰۷۰(۵۲)#  | ۳۲(+۱۵۵-۱۴) میلی ثانیه | α           | ۲۸۳Nh        |              |
| ۲۸۸Mc | ۱۱۵  | ۱۷۳  | ۲۸۸٫۱۹۲۷۴(۶۲)#  | ۸۷(+۱۰۵-۳۰) میلی ثانیه | α           | ۲۸۴Nh        |              |
| ۲۸۹Mc | ۱۱۵  | ۱۷۴  | ۲۸۹٫۱۹۳۶۳(۸۹)#  | ۲۲۰ میلی ثانیه         | α           | ۲۸۵Nh        |              |
| ۲۹۰Mc | ۱۱۵  | ۱۷۵  | ۲۹۰٫۱۹۵۹۸(۷۳)#  | ۱۶ میلی ثانیه          | α           | ۲۸۶Nh        |              |

1. ↑  مستقیماً ساخته نشده، بلکه محصول واپاشی ۲۹۳Ts بوده‌است
2. ↑  مستقیماً ساخته نشده، بلکه محصول واپاشی ۲۹۴Ts بوده‌است